# Saint-Germain, Aube

Saint-Germain este o comună în departamentul Aube din nord-estul Franței. În 1 ianuarie 2022 avea o populație de 2.402 de locuitori.